# Nitrotyrosine
Nitrotyrosine is een component die ontstaat bij het nitreren van tyrosine onder invloed van reactieve stikstofcomponenten, zoals het peroxynitriet-ion en stikstofdioxide. Als stabiele verbinding, in tegenstelling tot de reactieve stikstof- en zuurstofcomponenten, wordt nitrotyrosine als indicator van celbeschadiging door de laatste twee groepen  verbindingen beschouwd.  Algemeen geldt dat veel ziekten aanleiding geven tot oxidatieve stress.  Een eerste gevolg is de productie van superoxide-ionen, die met stikstofmonoxide aanleiding geven tot peroxynitriet (ONOO−).  Het gevormde peroxynitriet kan zowel met lipoproteïnes als met tyrosineresiduen in een groot aantal eiwitten reageren.  Omdat de productie van ONOO− lastig vast te stellen is, wordt  nitrotyrosine in proteines gebruikt als indirecte maat voor ONOO−.  In een groot aantal pathologische situaties kan nitrotyrosine aangetoond worden en wordt het beschouwd als een goede maat voor voor NO-afhankelijke reactieve stikstofcomponenten.  Nitrotyrosine kan gevonden worden in biologische vloeistoffen als plasma, BALF (Broncho alveolar lining fluid, het slijmvlies dat de binnenkant van de luchtwegen bedekt) en urine.  Verhoogde waarden voor nitrotyrosine kunnen aangetoond worden bij reumatoïde artritis, septische shock en coeliakie.  In al deze studies werd in gezonde deelnemers geen nitrotyrosine gevonden.  Nitrotyrosine wordt ook aangetroffen in een groot aantal door ziekte aangetaste weefsels als het hoornvlies in keratoconus. Peroxynitriet en/of nitrerende stress kan ook een rol spelen in het ziekteverloop van diabetes en de complicaties daarvan.
N-acetylcysteine (NAC), een precursor voor glutathion (een van de belangrijkste lichaamseigen antioxidanten), blijkt in staat de hoeveelheid nitrotyrosine te verlagen.  In verband hiermee kan ook genoemd worden dat er een relatie is tussen het gehalte nitrotyrosine en TIA en oedeem, terwijl anderzijds NAC een van de behandelingen kan zijn voor deze condities.
Vrij nitrotyrosine wordt gemetaboliseerd tot 3-nitro-4-hydroxyfenylazijnzuur (NHPA). Onder fysiologische omstandigheden is dit als het acetaat aanwezig, dat door de nieren wordt uitgescheiden.
Nitrotyrosine, als indicator voor reactieve stikstof- en zuurstofcomponenten blijkt ook een relatie te hebben met de degeneratie van dopamine-afhankelijke neuronen.  Tyrosine is de precursor van dopamine, een neurotransmitter die een belangrijke rol speelt in processen die onder andere betrokken zijn bij motivatie, concentratie, leren en dag/nachtritme.